# First We Take Manhattan
'First We Take Manhattan' is een single geschreven door Leonard Cohen. Het sinister en gespannen klinkende lied gaat onder andere over de wraak van een extreemrechtse activist. Cohen was erg gefascineerd door extreemrechtse retoriek toen hij het nummer schreef. Cohen was ook van mening dat de muziek dansbaarder moest gemaakt worden omdat het lied anders te sinister zou zijn. Het nummer is onder andere gecoverd door Joe Cocker en door REM.

## Jennifer Warnes
Het werd voor het eerst uitgegeven in 1987 als single van Jennifer Warnes, afkomstig van het album Famous Blue Raincoat. Stevie Ray Vaughan verzorgde het gitaarspel. De single werd geproduceerd door Roscoe Beck.

## Leonard Cohen
In 1988 bracht Cohen de single zelf uit, afkomstig van het album I'm Your Man. 